# Karangpuri
Karangpuri is een bestuurslaag in het regentschap Sidoarjo van de provincie Oost-Java, Indonesië. Karangpuri telt 5084 inwoners (volkstelling 2010).